# Marin Ireland
Marin Yvonne Ireland (Camarillo, California, 30 de agosto de 1979) es una actriz estadounidense de teatro, cine y televisión. En 2009 ganó el Theatre World Award y el mismo año también fue nominada en la 63° edición de los Tony Awards bajo la categoría de Mejor actriz de reparto en una obra de teatro por su interpretación en Reasons to be Pretty.
Interpretó a Julia Bowman en la serie de Amazon Studios Sneaky Pete (2015–2019), y luego apareció como Sissy en The Umbrella Academy (2020).

## Primeros años
Ireland nació y se crio en Camarillo, California. Estudió en la Idyllwild Arts Foundation en Idyllwild-Pine Cove, California, y consiguió una licenciatura en Bellas Artes de The Hartt School, el conservatorio de artes escénicas de la Universidad de Hartford, en West Hartford, Connecticut.

## Carrera en el teatro
Refiriéndose a sus roles, el crítico del The New York Times Jesse Green la describió en 2018 como "una de las grandes reinas del drama en los escenarios de Nueva York."
Ireland hizo su debut en Off-Broadway con la obra Nocturne (2001), escrita por Adam Rapp, la cual se presentó en el New York Theater Workshop. También trabajó en la obra durante su presentación en el American Repertory Theatre New Stages, en el Hasty Pudding Theatre, en Cambridge, Massachusetts, en octubre del 2000.
Su trabajo en los teatros de Off-Broadway incluye la obra de Caryl Churchill Far Away (2002), en el New York Theatre Workshop. Interpretó el rol principal de Sabina (2005), de Willy Holtzman, en el Primary Stages. También apareció en la adaptación teatral de 2008 de The Beebo Brinker Chronicles, una serie de novelas pulp fiction lésbicas de Ann Bannon. Luego actuó en la reversión del New Group de A Lie of the Mind en febrero y marzo de 2010, y protagonizó la producción de Abe Koogler Kill Floor, en el Lincoln Center Theatre, en 2015.
Su debut en los escenarios de Broadway le llegó con Reasons to be Pretty, de 2009. Por su actuación en dicha obra recibió una nominación al Premio Tony en la categoría de Mejor actriz secundaria en una obra de teatro, y ganó el Theatre World Award. A continuación actuó en After Miss Julie, en una presentación de la Roundabout Theatre Company, de una obra del Donmar Warehouse, en el American Airlines Theatre, entre septiembre y diciembre de 2009. En noviembre de 2012, interpretó el papel protagonista en Marie Antoinette en el estreno en el Yale Repertory Theatre.

## Teatro
| Año  | Título | Director(a)        | Rol             | Lugar                                                                            |
| ---- | --- | ------------------ | --------------- | -------------------------------------------------------------------------------- |
| 2000 | Nocturne, de Adam Rapp                                                                                      | Marcus Stern       | Candice Brown   | Hasty Pudding Theatre (Cambridge, Massachusetts)                                 |
| 2001 | Nocturne, de Adam Rapp                                                                                      | Marcus Stern       | Candice Brown   | New York Theatre Workshop (Ciudad de Nueva York)                                 |
| 2002 | Far Away, de Caryl Churchill                                                                                | Stephen Daldry     | Joan            | New York Theatre Workshop (Ciudad de Nueva York)                                 |
| 2005 | Sabina, de Willy Holtzman                                                                                   | Ethan McSweeny     | Sabina          | Primary Stages (Ciudad de Nueva York)                                            |
| 2008 | The Beebo Brinker Chronicles, de Kate Moira Ryan and Linda S. Chapman (basada en las novelas de Ann Bannon) | Leigh Silverman    | Laura           | Fourth Street Theater (Ciudad de Nueva York)                                     |
| 2008 | Blasted, de Sarah Kane                                                                                      | Sarah Benson       | Cate            | Soho Rep (Ciudad de Nueva York)                                                  |
| 2009 | Reasons to be Pretty, de Neil LaBute                                                                        | Terry Kinney       | Steph           | Lyceum Theatre (Ciudad de Nueva York)                                            |
| 2009 | After Miss Julie, de Patrick Marber                                                                         | Mark Brokaw        | Christine       | American Airlines Theatre (Ciudad de Nueva York)                                 |
| 2010 | A Lie of the Mind, de Sam Sheppard                                                                          | Ethan Hawke        | Beth            | Acorn Theatre (Ciudad de Nueva York)                                             |
| 2011 | Las tres hermanas, de Antón Chéjov                                                                          | Austin Pendleton   | Natasha         | Classic Stage Company (Ciudad de Nueva York)                                     |
| 2011 | Margaret and Craig, de David Solomon (taller semi-escenificado)                                             | Sheryl Kaller      | Margaret Gibson | Powerhouse Theater (Ciudad de Nueva York)                                        |
| 2011 | Maple and Vine, de Jordan Harrison                                                                          | Anne Kauffman      | Katha           | Playwrights Horizons (Ciudad de Nueva York)                                      |
| 2012 | Marie Antoinette, de David Adjmi                                                                            | Rebecca Taichman   | María Antonieta | Yale Repertory Theatre (New Haven, Connecticut)                                  |
| 2012 | Troilo y Crésida, de William Shakespeare                                                                    | Elizabeth LeCompte | Crésida         | Swan Theatre (Stratford-upon-Avon, Reino Unido)                                  |
| 2013 | The Big Knife, de Clifford Odets                                                                            | Doug Hughes        | Marion          | American Airlines Theatre (Ciudad de Nueva York)                                 |
| 2013 | Marie Antoinette, de David Adjmi                                                                            | Rebecca Taichman   | María Antonieta | Soho Rep (Ciudad de Nueva York)                                                  |
| 2015 | Kill Floor, de Abe Koogler                                                                                  | Lila Neugebauer    | Andy            | Claire Tow Theater, Lincoln Center (Ciudad de Nueva York)                        |
| 2016 | Ironbound, de Martyna Majok                                                                                 | Daniella Topol     | Darja           | Rattlestick Playwrights Theater (Ciudad de Nueva York)                           |
| 2017 | On the Exhale, de Martín Zimmerman                                                                          | Leigh Silverman    | Mujer           | Black Box Theater (Ciudad de Nueva York)                                         |
| 2018 | Summer and Smoke, de Tennessee Williams                                                                     | Jack Cummings III  | Alma Winemiller | Classic Stage Company en coproducción con Transport Group (Ciudad de Nueva York) |
| 2018 | Blue Ridge, de Abby Rosebrock                                                                               | Taibi Magar        | Alison          | Atlantic Theater Company (Ciudad de Nueva York)                                  |

## Filmografía

### Cine
| Año  | Título                            | Rol                        | Notas                                                           |
| ---- | --------------------------------- | -------------------------- | --------------------------------------------------------------- |
| 2004 | The Manchurian Candidate          | Transcriptora del ejército |                                                                 |
| 2007 | Suburban Girl                     | Katie                      |                                                                 |
| 2007 | Mercy                             | Joyce                      | Cortometraje                                                    |
| 2007 | Soy leyenda                       | Mujer evacuada             |                                                                 |
| 2008 | The Understudy                    | Rebecca                    |                                                                 |
| 2008 | Rachel Getting Married            | Angela Paylin              |                                                                 |
| 2008 | The Loss of a Teardrop Diamond    | Esmeralda                  |                                                                 |
| 2008 | If You Could Say It in Words      | Sadie Mitchell             |                                                                 |
| 2008 | Revolutionary Road                | Invitada a la fiesta       |                                                                 |
| 2009 | Brief Interviews with Hideous Men | Samantha                   |                                                                 |
| 2010 | Megafauna                         | Anna                       | Cortometraje                                                    |
| 2012 | 28 Hotel Rooms                    | Mujer                      |                                                                 |
| 2012 | Future Weather                    | Tanya                      |                                                                 |
| 2012 | Allison                           | Allison                    | Cortometraje                                                    |
| 2012 | Hope Springs                      | Molly                      |                                                                 |
| 2012 | The Letter                        | Anita                      |                                                                 |
| 2012 | Stars in Shorts                   | Esposa                     | Segmento: "Sexting"                                             |
| 2012 | Sparrows Dance                    | Mujer en el departamento   |                                                                 |
| 2013 | Side Effects                      | Visitante enojada          |                                                                 |
| 2013 | Bottled Up                        | Sylvie                     |                                                                 |
| 2014 | Glass Chin                        | Ellen Doyle                | Nominada—Premio Independent Spirit a la mejor actriz de reparto |
| 2014 | Take Care                         | Laila                      |                                                                 |
| 2014 | Kill Me                           | Lucy                       | Cortometraje                                                    |
| 2015 | The Family Fang                   | Suzanne Crosby             |                                                                 |
| 2015 | This Summer Feeling               | Nina                       |                                                                 |
| 2016 | Hell or High Water                | Debbie Howard              |                                                                 |
| 2016 | In the Radiant City               | Laura Yurley               |                                                                 |
| 2017 | The Strange Ones                  | Crystal                    |                                                                 |
| 2017 | Aardvark                          | Jenny                      |                                                                 |
| 2017 | Sollers Point                     | Kate                       |                                                                 |
| 2017 | Some Freaks                       | Georgia                    |                                                                 |
| 2018 | Piercing                          | Chevonne                   |                                                                 |
| 2018 | The Miseducation of Cameron Post  | Bethany                    |                                                                 |
| 2019 | Light from Light                  | Shelia                     |                                                                 |
| 2019 | The Irishman                      | Dolores Sheeran            |                                                                 |
| 2020 | The Empty Man                     | Nora Quail                 |                                                                 |
| 2023 | The Boogeyman                     | Rita                       |                                                                 |
| 2023 | Birth/Rebirth                     | Rose                       |                                                                 |
| 2023 | Eileen                            | Rita Polk                  |                                                                 |

### Televisión
| Año       | Título                            | Rol                | Notas                                                                 |
| --------- | --------------------------------- | ------------------ | --------------------------------------------------------------------- |
| 2003      | Law & Order: Criminal Intent      | Anais Hutchinson   | Episodio: "Zoonotic"                                                  |
| 2006      | Law & Order: Criminal Intent      | Laura Booth        | Episodio: "Dramma Giocoso"                                            |
| 2006      | Law & Order: Special Victims Unit | Gina Maylor        | Episodio: "Confrontation"                                             |
| 2008      | Law & Order                       | Mila Hames Lingard | Episodio: "Called Home"                                               |
| 2011      | Mildred Pierce                    | Letty              | Papel recurrente; 5 episodios                                         |
| 2011      | The Good Wife                     | Marjorie Garnett   | Episodio: "In Sickness"                                               |
| 2011      | A Gifted Man                      | Elena              | Episodios: "Pilot", "In Case of Discomfort", "In Case of Exposure"    |
| 2011      | Prime Suspect                     | Jodi Barrett       | Episodio: "Gone to Pieces"                                            |
| 2011–2012 | Homeland                          | Aileen Morgan      | Papel recurrente; 5 episodios                                         |
| 2012      | Unforgettable                     | Sarah Green        | Episodio: "Heartbreak"                                                |
| 2012–2014 | The Killing                       | Liz Holder         | Episodio: "Off the Reservation" y "The Good Soldier"                  |
| 2012      | Boss                              | Claire Mann        | Episodios: "The Conversation", "Consequence", "Clinch", "True Enough" |
| 2013      | The Following                     | Amanda             | Episodio: "Love Hurts"                                                |
| 2014      | The Divide                        | Christine Rosa     | Papel recurrente; 8 episodios                                         |
| 2014      | Masters of Sex                    | Pauline Masters    | 3 episodios                                                           |
| 2014      | Madam Secretary                   | Gina Fisher        | Episodio: "The Operative"                                             |
| 2015      | The Slap                          | Sandi Apostolou    | 8 episodios                                                           |
| 2015      | Girls                             | Logan              | 3 episodios                                                           |
| 2015      | Law & Order: Special Victims Unit | Bella Carisi       | Episodio: "Parole Violations"                                         |
| 2015–2019 | Sneaky Pete                       | Julia Bowman       | Papel principal                                                       |
| 2015      | Elementary                        | Alta Von See       | Episodio: "Evidence of Things Not Seen"                               |
| 2017      | Flint                             | Melissa Mays       | Película para televisión                                              |
| 2018      | Bull                              | Maya Whitbeck      | Episodio: "Survival Instincts"                                        |
| 2020      | The Good Doctor                   | Vera               | Episodios: "Hurt", "I Love You"                                       |
| 2020      | The Umbrella Academy              | Sissy Cooper       | Recurrente (temporada 2)                                              |
| 2020      | Y: The Last Man                   | Nora               | [ 38 ]                                                                |